# لئوسیسیو سامی
لئوسیسیو سامی (انگلیسی: Leocísio Sami؛ زادهٔ ۱۸ دسامبر ۱۹۸۸) بازیکن فوتبال اهل گینه بیسائو است.
از باشگاه‌هایی که در آن بازی کرده‌است می‌توان به باشگاه ورزشی آوش، باشگاه فوتبال بلدیه‌اسپور آق‌حصار، باشگاه ورزشی براگا، باشگاه ورزشی ماریتیمو، باشگاه فوتبال پورتو، و باشگاه فوتبال ویتوریا گیماریش اشاره کرد.
وی همچنین در تیم ملی فوتبال گینه بیسائو بازی کرده‌است.